# مصادم دائري مستقبلي

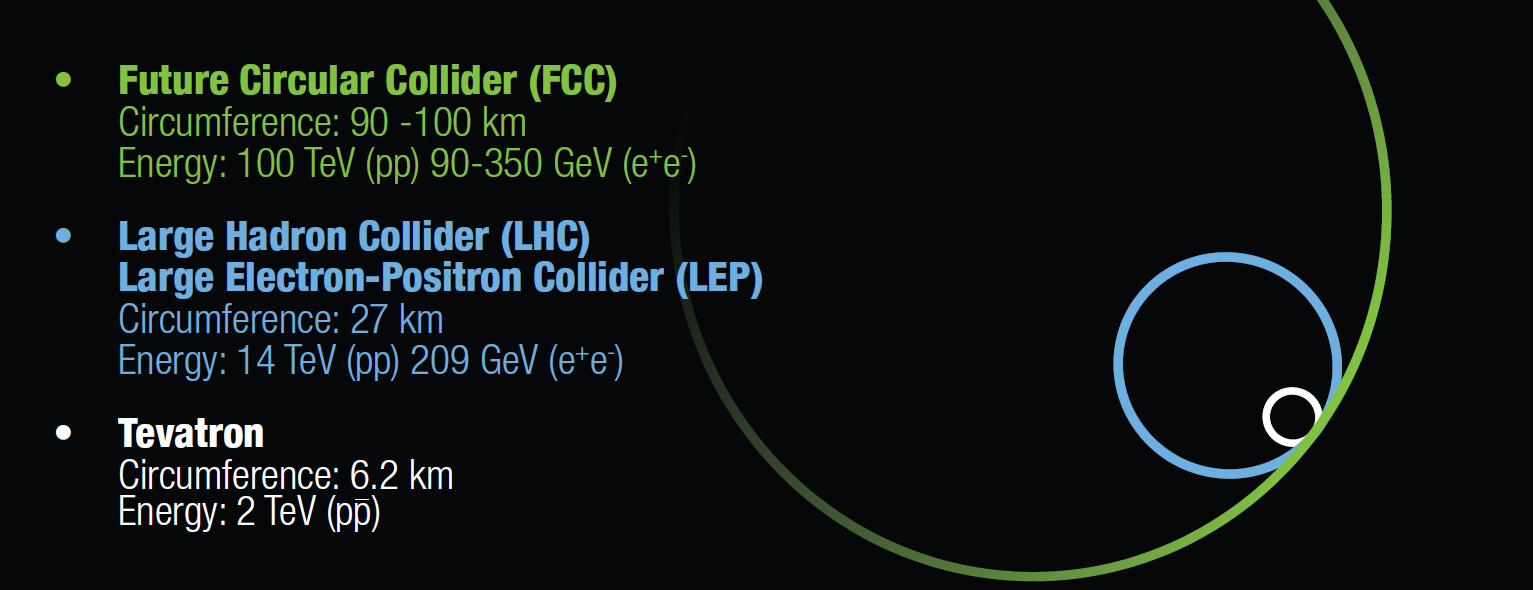

«المُصادم الدائري المستقبلي» (إف سي سي) (بالإنجليزية: Future Circular Collider (FCC)) هو مسرع جسيمات مُقترح سيخلف «مصادم الهدرونات الكبير» (إل إتش سي) وسيتمتع بطاقة أعلى بكثير من المصادمات الدائرية السابقة (إس بّي إس، وتيفاترون، وإل إتش سي). عند إدخال الحزم الجسيمية بطاقة 3.3 تيرا إلكترون فولت، ستكتسب كل حزمة طاقة إجمالية قدرها 560 ميغا جول. مع اصطدامها بطاقة 100 تيرا إلكترون فولت بالنسبة لمركز كتلة الجسيمات (مقابل 14 تيرا إلكترون فولت في إل إتش سي)، ستزداد قيمة الطاقة الإجمالية لتصل إلى 16.7 غيغا جول. تتجاوز قيم الطاقة الإجمالية هذه قيم إل إتش سي الحالية بنحو 30 ضعفًا.
أجرى مختبر «سيرن» دراسة حول إف سي سي للبحث في جدوى تصميمات مختلفة لمصادم الجسيمات بهدف زيادة الطاقة و«الضيائية» بدرجة كبيرة مقارنة بالمصادمات الحالية. يهدف المختبر لاستكمال التصميمات التقنية الحالية لمصادمات الإلكترون/البوزيترون الخطية (آي إل سي وسي إل آي سي).
ستستكشف الدراسة إمكانيات المصادمات الدائرية للهادرونات والليبتونات، عن طريق إجراء تحليل لمفاهيم البنية التحتية والتشغيل للمصادم والنظر في برامج البحث والتطوير في مجال التكنولوجيا اللازمة لبناء وتشغيل مصادم دائري مستقبلي. نُشر تصميم مفاهيمي في أوائل عام 2019، في الوقت المناسب للتحديث التالي للـ «إستراتيجية الأوروبية لفيزياء الجسيمات».

## الهدف من بناء المصادم
طور إل إتش سي فهمنا للمادة و«النموذج العياري» (إس إم) بشكل كبير. أكمل اكتشاف «بوزون هيغز» محتوى الجسيمات في النموذج العياري لفيزياء الجسيمات، وهي النظرية التي تصف القوانين التي تحكم معظم الكون المعروف. ومع ذلك، لا يستطيع النموذج العياري شرح العديد مما جرى رصده، مثل:
1. دليل على المادة المظلمة.
2. هيمنة المادة على المادة المضادة.
3. كتل جسيمات النيوترينو.

بدأ مصادم إل إتش سي مرحلة جديدة من الدراسات المُفصلة لخصائص بوزون هيغز وطريقة تفاعله مع الجسيمات الأخرى في النموذج العياري. سوف تساهم المصادمات المستقبلية ذات الطاقة ومعدل الاصطدام الأعلى في إجراء هذه القياسات إلى حد كبير، لتعميق فهمنا لعمليات النموذج العياري، واختبار حدوده والبحث عن الانحرافات المحتملة أو الظواهر الجديدة التي يمكن أن تفتح الأبواب أمام فيزياء جديدة.
تطور دراسة إف سي سي خيارات البناء الخاصة بمصادم دائري رائد ذي طاقة عالية في سيرن ليخلف مصادم إل إتش سي في المستقبل. من بين أشياء أخرى، من المخطط أن يبحث المصادم الجديد عن جسيمات المادة المظلمة، التي تكون نحو 25% من الطاقة في الكون المرصود. على الرغم من عدم قدرة تجارب المصادمات على تفحص المدى الكامل لكتل المادة المظلمة المسموح بها عبر عمليات الرصد الفيزيائية الفلكية، هناك فئة واسعة جدًا من نماذج «جسيمات التفاعل الضعيف الضخمة» (دبيلو آي إم بّي) بكتلة تتراوح بين الغيغا إلكترون فولت وعشرات التيرا إلكترون فولت، التي يمكن أن تقع في نطاق طاقة إف سي سي.
يمكن أن يقود إف سي سي أيضًا إلى تطور قياسات «أرصاد دقة التفاعلات الكهروضعيفة» (إي دبليو بّي أوه). لعبت القياسات دورًا رئيسيًا في توحيد النموذج العياري ويمكنها توجيه التطورات النظرية المستقبلية. بالإضافة لذلك، يمكن لنتائج هذه القياسات أن تفيد بيانات عمليات الرصد الفيزيائية الفلكية والكونية. تزيد الدقة المحسّنة التي يوفرها برنامج إف سي سي المتكامل من إمكانية اكتشاف فيزياء الجديدة.